# Me, Myself & I (G-Eazy e Bebe Rexha)
Me, Myself & I è un singolo del rapper statunitense G-Eazy e della cantante Bebe Rexha, estratto come secondo singolo dal suo secondo album When It's Dark Out e pubblicato il 14 ottobre 2015.

## Classifiche
| Classifica (2016) | Posizione massima |
| ----------------- | ----------------- |
| Australia         | 19                |
| Austria           | 6                 |
| Belgio (Fiandre)  | 12                |
| Belgio (Vallonia) | 16                |
| Danimarca         | 7                 |
| Finlandia         | 5                 |
| Francia           | 9                 |
| Germania          | 7                 |
| Italia            | 22                |
| Norvegia          | 2                 |
| Nuova Zelanda     | 9                 |
| Paesi Bassi       | 11                |
| Spagna            | 25                |
| Svezia            | 4                 |
| Svizzera          | 11                |